# Лаптев, Владимир Васильевич
Владимир Васильевич Лаптев (род. 14 августа 1962 года) — российский политик.

## Биография
Окончил 8 классов в школе №3 . г. Куйбышев. ПТУ № 8 в г. Куйбышеве. В 2009 году окончил Томский государственный университет, юрист. В 2015 −2020 годах — член Совета Федерации Федерального Собрания Российской Федерации — представитель от Законодательного Собрания Новосибирской области. В сентябре 2020 года избран депутатом Законодательного Собрания региона седьмого созыва от партии «Единая Россия». В сентябре 2022 года задержан правоохранительными органами, против него возбуждено уголовное дело по ч. 5 ст. 290 УК РФ (получение взятки в крупном размере).

## Награды
- Медаль ордена «За заслуги перед Отечеством» II степени (19 сентября 2019 года) — за большой вклад в развитие парламентаризма, активную законотворческую деятельность и многолетнюю добросовестную работу[3]